# George Cromer
George Cromer († 16. März 1542/43) war unter König Heinrich VIII. ab 1522 Erzbischof von Armagh und Primas von ganz Irland. Während seiner Amtszeit kam es zur Abspaltung der englischen Kirche von Rom.
Der gebürtige Engländer Cromer trat um den Jahreswechsel 1521/22 die Nachfolge von John Kite an, der Mitte 1521 in das Bistum Carlisle gewechselt war. Er verbündete sich zunächst mit dem Lord Deputy (Vizekönig) Gerald FitzGerald, Earl of Kildare, gegen Erzbischof John Alen von Dublin und Lordkanzler Kardinal Wolsey. Nach Wolseys Sturz und Tod 1530 stürzte auch Alen, sodass Cromer 1532 dessen Position als Lordkanzler von Irland übernehmen konnte. Zwei Jahre später wurde Alen schließlich durch Geralds Sohn Thomas ermordet, was Cromer entschieden verurteilte, sodass er der darauf folgenden Zerschlagung der FitzGerald-Fraktion entging.
Ende des gleichen Jahres (1534) brach König Heinrich VIII. durch den Erlass der Suprematsakte endgültig mit dem Papst. Cromer lehnte die Suprematsakte mit der Argumentation, dass diese nicht für Irland gelten könne, entschieden ab. Er organisierte unter dem Klerus seiner Diözese und den ihm unterstellten Suffraganbischöfen Widerstand gegen den neuen königstreuen Dubliner Erzbischof George Browne, der von Cromwell mit der Durchsetzung der Reformation in Irland beauftragt worden war. Cromer wurde als Folge sofort die irische Lordkanzlerschaft entzogen; er konnte sich aber als Erzbischof halten. Da seine Intrigen – unter anderem versuchte er sich mit dem Duke of Norfolk zu verbünden – jedoch zu nichts führten, scheint er sich überraschend insgeheim mit dem königlichen Supremat arrangiert zu haben. Papst Paul III. ließ ihn jedenfalls am 23. Juli 1539 wegen Häresie suspendieren und ernannte als Nachfolger den schottischen Theologen Robert Wauchope, der allerdings nie den Bischofssitz erlangte. Cromer amtierte mit Wohlwollen des Königs bis zu seinem Tod 1542 oder 1543 in Armagh. Sein anglikanischer Nachfolger wurde George Dowdall, der später wiederum auf die Seite des Papsttums wechseln sollte.